# Hegesiboulos I (Töpfer)

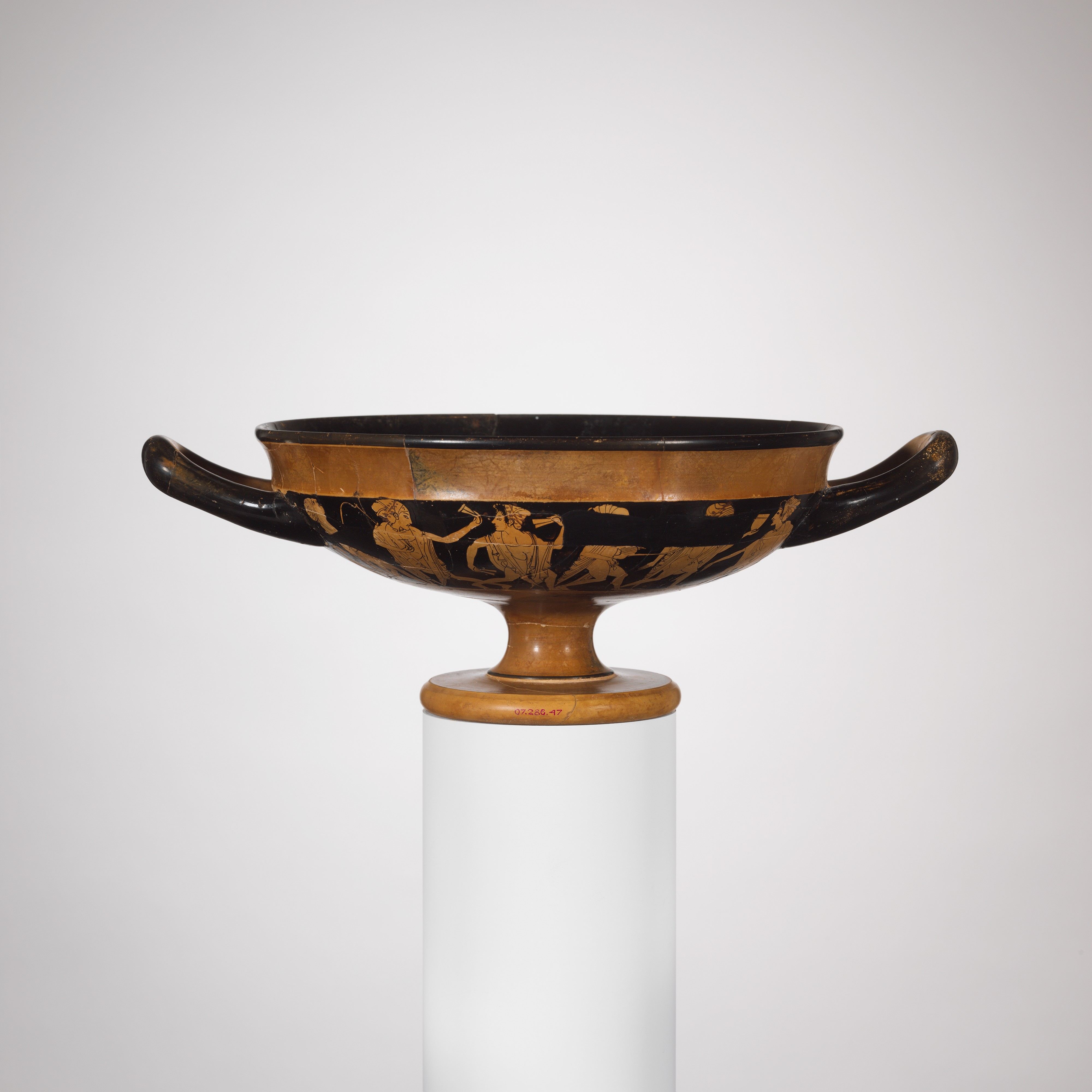
Schale, New York, Metropolitan Museum of Art 07.286.47

Hegesiboulos (altgriechisch Έγεσίβολος) war ein antiker griechischer Töpfer, tätig um 500 v. Chr. in Athen.
Hegesiboulos gehört in den Umkreis des Euphronios und lernte wie dieser sein Handwerk wohl bei Kachrylion. Wahrscheinlich war er ein Verwandter, möglicherweise der Großvater, des gleichnamigen späteren Töpfers Hegesiboulos.
Von ihm sind drei signierte Vasen bekannt:
- Schale, im Innenbild ein alter Mann mit Hund, außen Symposion und Komos, bemalt vom Hegesibulos-Maler., New York, Metropolitan Museum of Art 07.286.47[1]
- Oinochoe, Palermo, Museo Archeologico 2139[2]
- Oinochoe, London, Privatsammlung[3]

Nach ihm ist der rotfigurige Hegesiboulos-Maler benannt, dem neben der New Yorker Schale noch einige wenige andere Stücke zugeschrieben werden.